# إنسولين ديتيمير
انسولين دتيمير ويُباع تحت الاسم التجاري ليفيمير وغيرها، هو إنسولين طويل المفعول يستخدم لعلاج كل من النوع الأول والنوع الثاني من داء السكري. يُستخدام عن طريق الحقن تحت الجلد. وهي فعالة لمدة تصل إلى 24 ساعة.
تشمل الآثار الجانبية الشائعة انخفاض نسبة السكر في الدم، والحساسية، والألم في موقع الحقن، وزيادة الوزن. استخدام الدواء أثناء الحمل والرضاعة الطبيعية آمن. يعمل عن طريق زيادة كمية الجلوكوز التي تأخذها الأنسجة وتقليل كمية الجلوكوز التي يصنعها الكبد.
تمت الموافقة على ديتيمير إنسولين للاستخدام الطبي في الاتحاد الأوروبي في يونيو 2004 وفي الولايات المتحدة في يونيو 2005. في المملكة المتحدة يكلف هيئة الخدمات الصحية الوطنية حوالي 2.80 جنيه إسترليني لكل 100 وحدة اعتبارًا من عام 2019. في الولايات المتحدة تبلغ تكلفة الجملة لهذا المبلغ حوالي 29.50 دولارًا أمريكيًا. في عام 2017 كان الدواء رقم 114 الأكثر شيوعًا في الولايات المتحدة، مع أكثر من ستة ملايين وصفة طبية.

## الاستخدام الطبي
يُستخدم لعلاج مرض السكري من النوع الأول والنوع الثاني. فيما يتعلق بإدارة سكر الدم، يبدو أنه يعمل على الأقل مثل الأنسولين NPH وإنسولين غلارجين.

## الآثار الجانبية
تتضمن الآثار الجانبية الشائعة انخفاض نسبة السكر في الدم، والحساسية، والألم في موقع الحقن، وزيادة الوزن. الدواء آمن للاستخدام أثناء الحمل والرضاعة الطبيعية.

## الكيمياء
وهو نظير للأنسولين يتم فيه ربط الأحماض الدهنية (حمض الميريستيك) بالحامض الأميني ليسين في الموضع B29. يتم امتصاصه بسرعة وبعد ذلك يرتبط بالألبومين في الدم من خلال الأحماض الدهنية في الموضع B29. ثم ينفصل ببطء عن هذا التركيبة.

## المجتمع والثقافة
في 13 يونيو 2009، أصدرت إدارة الغذاء والدواء الأمريكية (FDA) تحذيرًا للصحة العامة للأنسولين ديديمير بعد أن علمت أن 129,000 قارورة مسروقة ظهرت من جديد ويتم بيعها في الأسواق الأمريكية. وحذرت إدارة الاغذية والدواء أن القنينات المسروقة «ربما لم يتم تخزينها ومعالجتها بشكل صحيح وقد تكون خطرة على المرضى لاستخدامها.» تم التعرف على القنينات المسروقة على أنها لوت XZF0036، XZF0037، وXZF0038. 

## روابط خارجية
- "إنسولين ديتيمير". بوابة معلومات الدواء. مكتبة الطب الوطنية الأمريكية.